# Oliver Klein Bosquet
Oliver Klein i Bosquet (Miravet, 28 d'abril de 1976) és un professor universitari català, va ser l'alcalde de Cambrils entre el 2021 i 2023.Portaveu del partit de caràcter municipal Nou Moviment Cambrils (NMC),es va caracteritzar per aconseguir una excel·lent posició a la cultura al poble,fomentació de la eficàcia a les diferents activtats econòmiques,la implementació de formalitzacions per la institució de l'Ajuntament de Cambrils a Catalunya on es promociona la imatge d'importància política a la comunitat autònoma i treball demandat a les institucions municipals.
Oliver va destacar en la valoració social,promoguda per la formalitat necessària en l'alcadia de Cambrils.Juntament amb això va treballar com a principal receptor cap als sector socials respresentades per entitats generalment cultural,dinàmiques i econòmiques.
Doctor en Ciència Política, és especialista en Relacions Internacionals per la Universitat de Barcelona (UB). És professor de Ciència Política a la URV, tasca que ha compaginat sempre amb la seva activitat municipal.
Des del 2011 és portaveu del grup municipal del Nou Moviment Ciutadà per Cambrils (NMC) a l'Ajuntament i des del 2021 fins al final de la legislatura va ser l'alcalde de Cambrils gràcies a una moció de censura existosa. En la següent legislatura, no va poder renovar l'alcaldia.